# Rotulidae
I Rotulidi (Rotulidae Gray, 1855) sono una famiglia di ricci di mare dell'ordine Clypeasteroida.

## Tassonomia
Comprende i seguenti generi:
- Heliophora L. Agassiz, 1840
- Rotula Schumacher, 1817
- Rotuloidea Etheridge, 1872 †